# Flavio Eutichiano
Flavio Eutichiano (latino: Flavius Eutychianus; fl. 397–405) è stato un politico romano.

## Biografia
Eutichiano era figlio del console del 361, Tauro, e fratello di Aureliano, console nel 400; è noto che ebbe una moglie. Va identificato col personaggio di Tifone nell'opera allegorica Aegyptus sive de providentia di Sinesio di Cirene, in cui rappresenta il partito pro-goti; Sinesio racconta che ebbe una giovinezza selvaggia e sfrenata. Si convertì all'Arianesimo, la forma di Cristianesimo professata dai Goti.
Fu comes sacrarum largitionum; nel 388, il retore Libanio gli scrisse per chiedere un favore riguardo ad una delegazione della propria città, Antiochia, presso la corte, mentre nel 390 lo stesso Libanio lo definisce influente a corte.
Fu prefetto del pretorio nel 396-397, forse in Illirico, come attestato da alcune leggi del Codice teodosiano e alluso da Sinesio. Fu poi prefetto del pretorio d'Oriente dal 397 al 399, tenendo pure, nel 398, il consolato. Alla caduta di Eutropio (estate 399), Eutichiano venne deposto e sostituito da Aureliano, ma dopo appena un anno ritornò in carica per volere di Gainas, il magister militum goto che teneva sotto scacco l'imperatore Arcadio (395-408); a seguito della fuga da Costantinopoli di Gainas, però, Eutichiano venne deposto (12 luglio 400).
Tra il 404 e il 405 fu nuovamente prefetto del pretorio d'Oriente.